# Tutuba
Tutuba (auch: Île Setovi, Île Toutouba) ist eine Insel in der Provinz Sanma im pazifischen Inselstaat Vanuatu. Die Insel trägt auch die gleichnamige Siedlung und es wird die eigene Sprache Tutuba gesprochen.

## Geographie
Tutuba liegt gegenüber von Luganville (Palikulo) auf Espiritu Santo mit dem Million Dollar Point an der Scorff Passage. Sie steigt bis auf eine Höhe von ca. 30 m an. Sie bildet einen Ausläufer von Santo, welcher sich ebenfalls in den beiden Inseln Malo und Aore nach Süden weiter fortsetzt. Kleine Felseninseln im Westen der Insel sind Bokissa und Voïsa.
Die Insel selbst hat eine längliche Bohnenform, im Südwesten liegt Pointe Anousa und im Südosten Pointe Sabato, während das etwas schmalere Nordostende als Pointe Narouroundo bezeichnet wird. Das Siedlungsgebiet der Insel liegt an der Westküste, mit den drei Dörfern Vunamalee, Patumbuma und Vunavae (von Nordost nach Südwest). „Goldene Strände säumen die Westküste.“

## Klima
Das Klima von Tutuba ist feucht-tropisch. Die Jahresniederschlagsmenge liegt bei 3000 mm. Oft wird die Insel durch Zyklone und Erdbeben heimgesucht.